# Leavenworth County
Leavenworth County is een county in de Amerikaanse staat Kansas.
De county heeft een landoppervlakte van 1.200 km² en telt 68.691 inwoners (volkstelling 2000). De hoofdplaats is Leavenworth.

## Bevolkingsontwikkeling

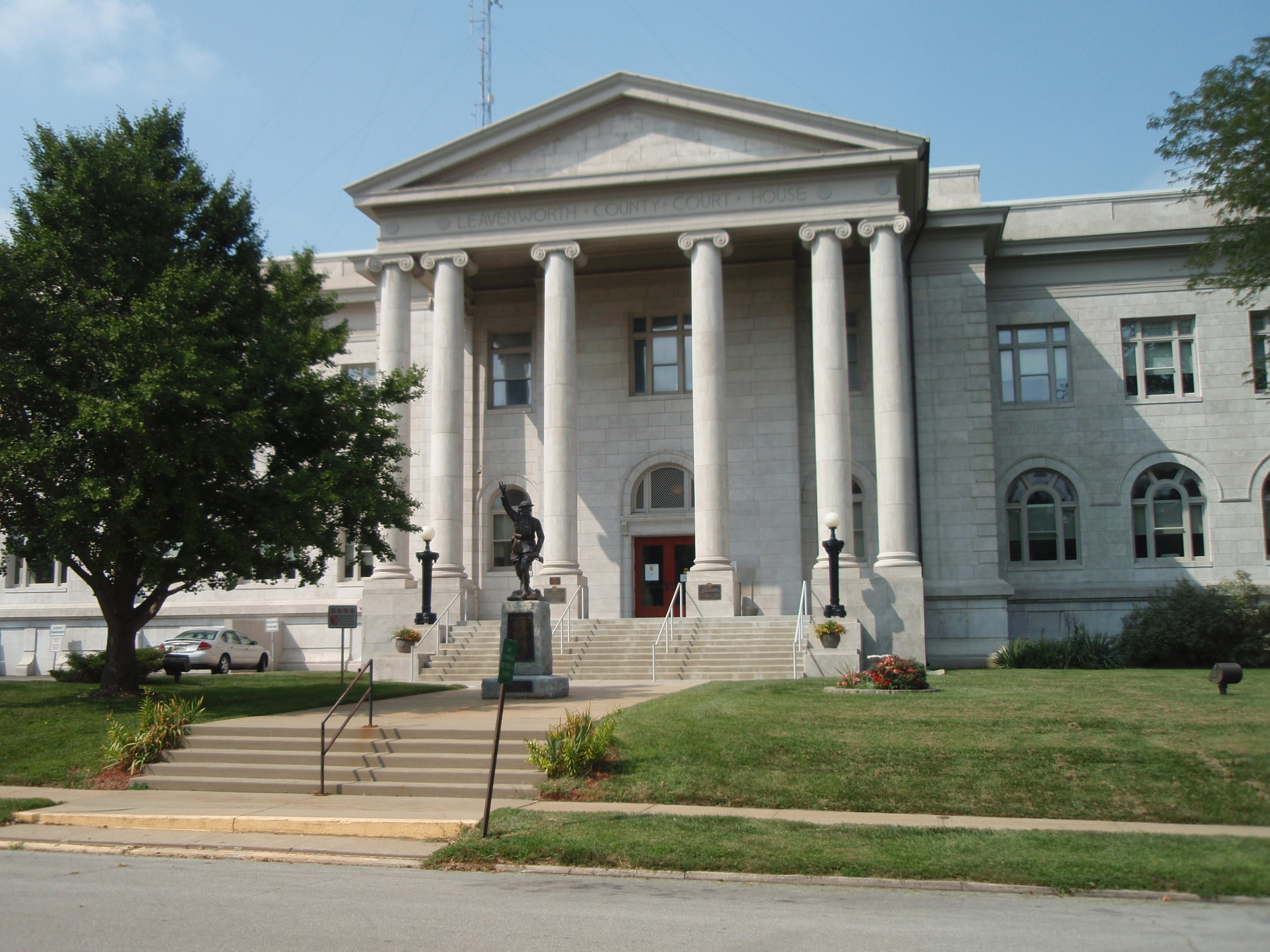
Leavenworth County Courthouse